# Oligoryzomys brendae
Oligoryzomys brendae is een zoogdier uit de familie van de Cricetidae. De wetenschappelijke naam van de soort werd voor het eerst geldig gepubliceerd door Massoia in 1998.

## Voorkomen
De soort komt voor in het noordwesten van Argentinië.